# Liste der Universitäten und Hochschulen in Malaysia
Diese Liste umfasst alle staatlichen und privaten Universitäten und Hochschulen in Malaysia. Die Hochschulen sind mit ihrem englischen Namen gelistet. Der malaysische Name ist in Klammer angehängt. Hochschulen mit mehreren Campus sind nur einmal unter ihren Hauptsitz gelistet.

## Staatliche Hochschulen
| Englischer Name                              | Malaysischer Name                       | Abk.   | Gründung | Sitz             | Bundesstaat     | Link                   |
| -------------------------------------------- | --------------------------------------- | ------ | -------- | ---------------- | --------------- | ---------------------- |
| University of Technology, Malaysia           | Universiti Teknologi Malaysia           | UTM    | 1904     | Johor Bahru      | Johor           | www.utm.my             |
| University Tun Hussein Onn Malaysia          | Universiti Tun Hussein Onn Malaysia     | UTHM   | 1993     | Batu Pahat       | Johor           | www.uthm.edu.my        |
| Northern University, Malaysia                | Universiti Utara Malaysia               | UUM    | 1984     | Sintok           | Kedah           | www.uum.edu.my         |
| University Malaysia Kelantan                 | Universiti Malaysia Kelantan            | UMK    | 2006     | Pengkalan Chepa  | Kelantan        | www.umk.edu.my         |
| National Defence University of Malaysia      | Universiti Pertahanan Nasional Malaysia | UPNM   | 2006     | Kuala Lumpur     |                 | www.upnm.edu.my        |
| University of Malaya                         | Universiti Malaya                       | UM     | 1905     | Kuala Lumpur     |                 | www.um.edu.my          |
| Technical University of Malaysia Malacca     | Universiti Teknikal Malaysia Melaka     | UTeM   | 2000     | Durian Tunggal   | Malakka         | www.utem.edu.my        |
| Islamic Science University of Malaysia       | Universiti Sains Islam Malaysia         | USIM   | 1998     | Nilai            | Negeri Sembilan | www.usim.edu.my        |
| University of Malaysia, Pahang               | Universiti Malaysia Pahang              | UMP    | 2002     | Kuantan          | Pahang          | www.ump.edu.my         |
| Science University Malaysia                  | Universiti Sains Malaysia               | USM    | 1969     | Minden           | Penang          | www.usm.my             |
| Sultan Idris University of Education         | Universiti Pendidikan Sultan Idris      | UPSI   | 1922     | Tanjung Malim    | Perak           | www.upsi.edu.my        |
| University Malaysia Perlis                   | Universiti Malaysia Perlis              | UniMAP | 2001     | Arau             | Perlis          | www.unimap.edu.my      |
| University Malaysia Sabah                    | Universiti Malaysia Sabah               | UMS    | 1994     | Kota Kinabalu    | Sabah           | www.ums.edu.my         |
| University of Malaysia, Sarawak              | Universiti Malaysia Sarawak             | UNIMAS | 1992     | Kota Samarahan   | Sarawak         | www.unimas.my          |
| International Islamic University of Malaysia | Universiti Islam Antarabangsa Malaysia  | IIUM   | 1983     | Gombak           | Selangor        | www.iium.edu.my        |
| National University of Malaysia              | Universiti Kebangsaan Malaysia          | UKM    | 1970     | Bangi            | Selangor        | http://pkukmweb.ukm.my |
| MARA University of Technology                | Universiti Teknologi MARA               | UiTM   | 1999     | Shah Alam        | Selangor        | www.uitm.edu.my        |
| Putra University Malaysia                    | Universiti Putra Malaysia               | UPM    | 1971     | Serdang          | Selangor        | www.upm.edu.my         |
| Sultan Zainal Abidin University              | Universiti Sultan Zainal Abidin         | UNiSZA | 2005     | Kuala Terengganu | Terengganu      | www.unisza.edu.my      |
| University Malaysia Terengganu               | Universiti Malaysia Terengganu          | UMT    | 1999     | Kuala Terengganu | Terengganu      | www.umt.edu.my         |

## Private Hochschulen
Private Hochschulen und Universitäten sind erst seit 1996 durch den Private Higher Educational Institutions Act 1996 möglich. Zuvor konnten private Hochschulen keine eigenen Abschlüsse vergeben, sondern dienten als Institute zur Vorbereitung eines Abschlusses oder kooperierten mit staatlichen Hochschulen.

### Universitäten
| Englischer Name                                       | Malaysischer Name                       | Abk.    | Gründung | Sitz                 | Bundesstaat      | Link                  |
| ----------------------------------------------------- | --------------------------------------- | ------- | -------- | -------------------- | ---------------- | --------------------- |
| AIMST University                                      | Universiti AIMST                        | AIMST   | 2001     | Bedong               | Kedah            | www.aimst.edu.my      |
| Al-Madinah International University                   |                                         | MEDIU   | 2006     | Shah Alam            | Selangor         | www.mediu.edu.my      |
| Asia e University                                     |                                         | AeU     | 2007     | Kuala Lumpur         |                  | www.aeu.edu.my        |
| Curtin University of Technology                       |                                         | Curtin  | 1999     | Miri                 | Sarawak          | www.curtin.edu.my     |
| Industrial University of Selangor                     | Universiti Industri Selangor            | UNISEL  | 1999     | Bestari Jaya         | Selangor         | www.unisel.edu.my     |
| International Centre for Education in Islamic Finance |                                         | INCEIF  | 2006     | Kuala Lumpur         |                  | www.inceif.org        |
| International Medical University                      | Universiti Perubatan Antarabangsa       | IMU     | 1992     | Kuala Lumpur         |                  | www.imu.edu.my        |
| INTI International University                         | Universiti INTI                         | INTI-IU | 1998     | Nilai                | Negeri Sembilan  | www.newinti.edu.my    |
| Limkokwing University of Creative Technology          | Universiti Teknologi Kreatif Limkokwing | LUCT    | 1992     | Cyberjaya            | Selangor         | www.limkokwing.net    |
| Malaysia University of Science and Technology         | Universiti Sains dan Teknologi Malaysia | MUST    | 2000     | Petaling Jaya        | Selangor         | www.must.edu.my       |
| Management and Science University                     |                                         | MSU     | 2002     | Shah Alam            | Selangor         | www.msu.edu.my        |
| Monash University                                     |                                         | Monash  | 1998     | Subang Jaya          | Selangor         | www.monash.edu.my     |
| Multimedia University                                 | Multimedia University                   | MMU     | 1996     | Malakka              | Malakka          | www.mmu.edu.my        |
| Nilai University                                      | Kolej Universiti                        | NUC     | 1997     | Nilai                | Negeri Sembilan  | www.nilai.edu.my      |
| Open University Malaysia                              | Universiti Terbuka Malaysia             | OUM     | 2000     | Kuala Lumpur         |                  | www.oum.edu.my        |
| Petronas University of Technology                     | Universiti Teknologi Petronas           | UTP     | 1995     | Tronoh               | Perak            | www.utp.edu.my        |
| Swinburne University of Technology Sarawak Campus     |                                         |         | 2000     | Kuching              | Sarawak          | www.swinburne.edu.my  |
| Universiti Tunku Abdul Rahman                         | Universiti Tunku Abdul Rahman           | UTAR    | 2002     | Sungai Long & Kampar | Selangor & Perak | www.utar.edu.my       |
| University of Nottingham                              | Universiti Nottingham Kampus Malaysia   | UNiM    | 2000     | Semenyih             | Selangor         | www.nottingham.edu.my |
| UCSI University                                       | Universiti UCSI                         | UCSI    | 1986     | Kuala Lumpur         |                  | www.ucsi.edu.my       |
| University of Kuala Lumpur                            | Universiti Kuala Lumpur                 | UniKL   | 2002     | Kuala Lumpur         |                  | www.unikl.edu.my      |
| Tenaga National University                            | Universiti Tenaga Nasional              | UNITEN  | 1976     | Putrajaya            | Selangor         | www.uniten.edu.my     |
| Tun Abdul Razak University                            | Universiti Tun Abdul Razak              | UNITAR  | 1998     | Petaling Jaya        | Selangor         | www.unirazak.edu.my   |
| Wawasan Open University                               | Universiti Terbuka Wawasan              | WOU     | 2006     | Penang               | Penang           | www.wou.edu.my        |

### University Colleges
University Colleges sind Hochschulen, die nicht die Voraussetzung für eine Universität erfüllen, jedoch akademische Grade vergeben dürfen.
| Englischer Name                                              | Malaysischer Name                                | Abk.        | Gründung | Sitz                   | Bundesstaat     | Link                    |
| ------------------------------------------------------------ | ------------------------------------------------ | ----------- | -------- | ---------------------- | --------------- | ----------------------- |
| Asia Pacific University College of Technology and Innovation |                                                  | UCTI        | 2004     | Kuala Lumpur           |                 | www.ucti.edu.my         |
| BERJAYA University College of Hospitality                    |                                                  | BERJAYA UCH | 2008     | Kuala Lumpur           |                 | www.berjaya.edu.my      |
| Binary University College of Management and Entrepreneurship |                                                  | BUCME       | 1984     | Puchong                | Selangor        | www.binary.edu.my       |
| Cyberjaya University College of Medical Sciences             | Kolej Universiti Sains Perubatan Cyberjaya       | CUCMS       | 2005     | Cyberjaya              | Selangor        | www.cybermed.edu.my     |
| HELP University College                                      |                                                  | HELP        | 1986     | Kuala Lumpur           |                 | www.help.edu.my         |
| Insaniah University College                                  | Kolej Universiti Insaniah                        | KUIN        | 1995     | Alor Setar             | Kedah           | www.insaniah.edu.my     |
| International University College Of Technology Twintech      | Kolej Universiti Teknologi Antarabangsa Twintech | IUCTT       | 1994     | Kuala Lumpur           |                 | www.twintech.edu.my     |
| Kuala Lumpur Metropolitan University College                 | Kolej Universiti Metropolitan Kuala Lumpur       | KLMUC       | 1991     | Kuala Lumpur           |                 |                         |
| Kuala Lumpur Infrastructure University College               | Kolej Universiti Infrastruktur Kuala Lumpur      | KLIUC       | 1973     | Kajang                 | Selangor        | www.kliuc.edu.my        |
| Linton University College                                    | Kolej Universiti Linton                          | UCL         | 1995     | Mantin                 | Negeri Sembilan | www.legendagroup.edu.my |
| SEGi university college                                      | Kolej Universiti SEGi                            | SEGi        | 1977     | Kota Damansara         | Selangor        | www.segi.edu.my         |
| Selangor International Islamic University College            | Kolej Universiti Islam Antarabangsa Selangor     | KUIS        | 1995     | Bandar Sri Putra Bangi | Selangor        | www.kuis.edu.my         |
| Sunway University College                                    |                                                  |             | 1987     | Subang Jaya            | Selangor        | sunway.edu.my           |
| TATI University College                                      | Kolej Universiti TATI                            | TATiUC      | 1993     | Kemaman                | Terengganu      | www.tatiuc.edu.my       |
| Taylor’s University College                                  | Kolej Universiti Taylor’s                        |             | 1969     | Subang Jaya            | Selangor        | www.taylors.edu.my      |

## Sonstige Hochschulen
| Englischer Name                | Malaysischer Name              | Abk. | Gründung | Sitz     | Bundesstaat     | Link            |
| ------------------------------ | ------------------------------ | ---- | -------- | -------- | --------------- | --------------- |
| Melaka Manipal Medical College | Kolej Perubatan Melaka Manipal | MMMC | 1997     | Malakka  | Malakka         | www.manipal.edu |
| Malaysia Theological Seminary  | Seminari Theoloji Malaysia     | STM  | 1979     | Seremban | Negeri Sembilan | www.stm.edu.my  |
| Penang Medical College         | Kolej Perubatan Pulau Pinang   | PMC  | 1996     | Penang   | Penang          | www.pmc.edu.my  |